# Adélaïde-Félicité Hoguer
Adélaïde-Félicité Hoguer, dite Adèle Hoguer est une peintre sur porcelaine française, née le 23 octobre 1790 à Versailles et morte le 1er avril 1856 à Paris.

## Biographie
Adélaïde-Félicité Hoguer est la fille de Pierre Hoguer et d'Étiennette Sophie Saladin. Sa sœur Blanche-Lucie, deviendra également artiste peintre.
Élève de Marie-Victoire Jaquotot, elle est peintre miniaturiste sur porcelaine à la Manufacture de Sèvres. Elle expose au Salon avec sa sœur Lucie entre 1810 et 1835.
Prosper Blanchemain lui dédie sa poésie Les orphelins, en référence à la peinture sur porcelaine du Salon de 1824, titrée Les petits orphelins et réalisée d'après Ary Scheffer en 1823.
Elle meurt célibataire à l'âge de 65 ans, à son domicile de la rue du Bac.